# Lex Häberlin

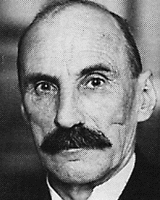
Bundesrat Heinrich Häberlin

Als Lex Häberlin (I und II) werden in der Schweiz zwei gescheiterte eidgenössische Gesetzesvorlagen von Bundesrat Heinrich Häberlin von 1922 bzw. 1934 bezeichnet. Beide Vorlagen hatten zum Ziel, durch die Einführung einer Ausnahmegesetzgebung die Staatsschutzbestimmungen des Bundesrechts zu verschärfen. Im damaligen politischen Kontext richteten sich diese Staatsschutzvorlagen klar gegen sozialistische bzw. kommunistische Gruppierungen. Das Scheitern der Lex Häberlin II 1934 bewirkte den Rücktritt von Bundesrat Häberlin.

## Lex Häberlin I

Von Carl Scherer gestaltetes Abstimmungsplakat der Gegner

Die Ausarbeitung der Vorlage für die Lex Häberlin I war durch die Polarisierung der schweizerischen Parteienlandschaft nach dem Landesstreik von 1918 geprägt. Die bürgerliche Mehrheit in der Bundesversammlung stimmte mit den Initianten der Schutzhaftinitiative darin überein, dass die wachsende kommunistische und sozialistische Agitation seit 1918 für die zahlreichen Streiks und Strassenunruhen verantwortlich war. Sie befürchtete jedoch insbesondere auch eine langsame propagandistische Unterwanderung der Schweizer Armee und anderer staatlichen Behörden durch die Arbeiterbewegung. Da sowohl die Sozialdemokratische Partei der Schweiz wie auch zahlreiche gewerkschaftliche Organisationen in ihren Programmen den verstärkten Klassenkampf begrüssten und die Diktatur des Proletariats anstrebten bzw. die bestehende bürgerlich-demokratische Staatsordnung ablehnten, strebten die bürgerlichen Parteien mit der Lex Häberlin einen verstärkten Staatsschutz auch gegen innen an. Das Gesetz wurde deshalb auch als «Umsturzgesetz» bezeichnet. Dieser «bürgerliche Klassenkampf» wollte ähnlich den deutschen Sozialistengesetzen dem bürgerlichen Staat die Rechtsmittel in die Hand geben, damit dieser gegen die Rechtsordnung destabilisierende sozialistische Propaganda, Agitation und Massenstreiks vorgehen konnte.
Wesentliche Impulse für die Ausarbeitung des Bundesgesetzes «betreffend Abänderung des Bundesstrafrechts vom 4. Februar 1853 in Bezug auf Verbrechen gegen die verfassungsmässige Ordnung und innere Sicherheit und in Bezug auf die Einführung des bedingten Strafvollzugs», so der offizielle Titel der Lex Häberlin I, kamen aus den eidgenössischen Volksinitiativen «Schutzhaft» und «betreffend die Ausweisung von Ausländern». Diese Initiativen wollten den Bundesrat verpflichten, Schweizerbürger, welche die innere Sicherheit gefährden, sofort in Schutzhaft zu nehmen bzw. gefährliche Ausländer sofort aus der Schweiz auszuweisen. Die auch vom Bundesrat zur Ablehnung empfohlenen Initiativen scheiterten am 11. Juni 1922 (Ausweisung von Ausländern) bzw. am 18. Februar 1923 (Schutzhaft) deutlich am Volks- und Ständemehr.
Hauptpunkte der verschärften Staatsschutzbestimmungen der Lex Häberlin I waren die Neuregelungen der Straftatbestände Hochverrat, Aufruhr, Widersetzung, Wahlvergehen, Gefährdung der staatlichen Ordnung und Sicherheit, Aufforderung und Verleitung zur Verletzung militärischer Dienstpflichten, Untergrabung der militärischen Disziplin, Ungehorsam gegen Befehle und Verordnungen und Landfriedensbruch vor. Die das Militär betreffenden Revisionen richteten sich vor allem gegen pazifistische Propaganda in der Armee.
Das Gesetz wurde am 31. Januar 1922 von der Bundesversammlung gegen den entschiedenen Widerstand der Sozialdemokraten verabschiedet. Die verschiedenen Arbeiterorganisationen sammelten darauf bis zum Ablauf der Referendumsfrist am 2. Mai 1922 mit einer stark emotional geführten Kampagne 149'954 Unterschriften gegen das Gesetz. Der freisinnige Bundesrat Häberlin wurde durch die Kampagne zum politischen Hauptfeind der Sozialdemokratie hochstilisiert. Nach einem stark polarisierenden Abstimmungskampf, in dem beide Seiten im Falle ihrer Niederlage die düstersten Zukunftsperspektiven für die Schweiz abgaben, scheiterte die Vorlage am 24. September 1922 bei einer Stimmbeteiligung von 70,3 % mit 376'832 gegen 303'794 Stimmen. Die Ablehnung der Verschärfung des Strafrechts in Bezug auf den Staatsschutz wies darauf hin, dass die schweizerische Bevölkerung keine polizeistaatlichen Methoden zur Lösung der gesellschaftlichen Konflikte nach dem Ersten Weltkrieg (siehe auch: Schweiz im Ersten Weltkrieg) wünschte und bereit war, die Risiken der freiheitlich-demokratischen Ordnung weiter auf sich zu nehmen.

## Lex Häberlin II
Das «Bundesgesetz zum Schutz der öffentlichen Ordnung», auch bekannt als «Lex Häberlin II» wurde am 13. Oktober 1933 von der Bundesversammlung beschlossen. Inhaltlich schloss sich das Gesetz den gescheiterten Bemühungen zur Verschärfung des Staatsschutzes von 1922 an. Dieser neue Anlauf stand unter dem Eindruck der nationalsozialistischen Machtübernahme in Deutschland und des Frontenfrühlings in der Schweiz. Mindestens gleichgewichtig war er aber auch wiederum gegen die so gesehene stalinistische Bedrohung gerichtet.
Das Gesetz sah unter anderem vor, besondere Strafen für gewisse Straftatbestände einzuführen, so Aufforderung zu Verbrechen oder Vergehen, die mit Zuchthaus bedroht werden, Teilnahme an gewalttätigen Zusammenrottungen, Verleitung zur Verletzung der militärischen Dienstpflicht, Verstösse gegen das Versammlungsverbot und nachrichtendienstliche Tätigkeit zum Nachteil der Schweiz. Wie die Lex Häberlin I scheiterte auch diese Vorlage am 11. März 1934 an einem erfolgreich von der Arbeiterbewegung lancierten Referendum bei einer Stimmbeteiligung von 78,98 % mit 488'672 gegen 419'399 Stimmen.
Nach dem Scheitern der Vorlage erklärte Häberlin am 12. März 1934 seinen Rücktritt. Der katholisch-konservative Bundesrat Jean-Marie Musy forderte als Reaktion auf das Scheitern der Lex Häberlin II vom Bundesrat vergeblich ultimativ eine ständestaatliche Umgestaltung der Schweiz und die Bekämpfung der sich am Klassenkampf orientierenden Parteien und Gewerkschaften. Sein Rücktritt erfolgte am 30. April 1934.